# 偏硼酸钾
偏硼酸钾是一种无机化合物，化学式 KBO2。

## 制备
偏硼酸钾可以由碳酸钾和三氧化二硼或氮化硼 反应而成。
{\displaystyle {\ce {K2CO3 + B2O3 -> 2 KBO2 + CO2}}}

## 性质
偏硼酸钾是一种白色固体。空间群 R3c (No. 167)。它以三聚体的形式存在。

## 用处
偏硼酸钾可用于水力压裂。